# جبل الضور
جبل الضور هو من سلالة جبال السروات يقع جنوب السعودية ويقع تحديداً في شمال محافظة النماص التابعة لمنطقة عسير يبلغ ارتفاعه بنحو 2,521 متر (8,271 قدم).